# انتخابات الرئاسة البرازيلية 1964
انتخابات الرئاسة البرازيلية 1964 هي الانتخابات الرئاسية التي جرت في 1964، فاز بالانتخابات هومبرتو دي إلينكار كاستيلو برانكو.